# Wilimowo
Wilimowo (deutsch Wilhelmsthal) ist ein Ort in der polnischen Woiwodschaft Ermland-Masuren. Er gehört zur Gmina Jonkowo (Landgemeinde Jonkendorf) im Powiat Olsztyński (Kreis Allenstein).

## Geographische Lage
Wilimowo liegt im Westen der Woiwodschaft Ermland-Masuren, acht Kilometer nordwestlich der Kreis- und Woiwodschaftshauptstadt Olsztyn (deutsch Allenstein).

## Geschichte
Im Jahre 1845 wurde Wilhelmsthal mit seinen verstreut liegenden kleinen Gehöften gegründet. Bei der Volkszählung am 3. Dezember 1861 gehörte das Etablissement zu Adlig Kaltfließ (polnisch Żurawno) und hatte ein Wohngebäude bei sechs Einwohnern. Bis 1907 gehörte Wilhelmsthal zu Kaltfließ, danach wurde es ein Wohnplatz der Gemeinde Göttkendorf (polnisch Gutkowo). 1905 zählte Wilhelmsthal 25 Einwohner.
Als 1945 das gesamte südliche Ostpreußen in Kriegsfolge an Polen fiel, erhielt Wilhelmsthal die polnische Namensform „Wilimowo“. Der Ort ist heute nach Gutkowo eingegliedert und gehört somit zur Landgemeinde Jonkowo (Jonkendorf) im Powiat Olsztyński (Kreis Allenstein), von 1975 bis 1998 der Woiwodschaft Olsztyn, seither der Woiwodschaft Ermland-Masuren zugehörig.

## Kirche
Vor 1945 war Wilhelmsthal in die römisch-katholische Kirche Göttkendorf (polnisch Gutkowo) eingepfarrt, die heute im Stadtteil Olsztyn Gutkowo liegt und zu der Wilimowo auch heute noch gehört.
Evangelischerseits war Wilhelmsthal in die Allensteiner Kirche in der Kirchenprovinz Ostpreußen der Kirche der Altpreußischen Union eingegliedert. Zu dieser – nun mit einem Namen versehenen – Christus-Erlöser-Kirche gehört Wilimowo auch heute, wobei diese nun allerdings der Diözese Masuren der Evangelisch-Augsburgischen Kirche in Polen unterstellt ist.

## Verkehr
Wilimowo ist vom Stadtteil Gutkowo der Stadt Olsztyn (Allenstein) und dem namensgleichen Dorf Gutkowo (Göttkendorf) auf direktem Wege zu erreichen, ebenso auch von den Nachbarorten Jonkowo (Jonkendorf) sowie Łomy (Steinberg) und Mątki (Mondtken).
Die nächste Bahnstation ist Olsztyn Gutkowo an den Bahnstrecken Olsztyn–Bogaczewo und Olsztyn Gutkowo–Braniewo, wobei allerdings auf der letzten Strecke der Verkehr nicht mehr regulär verläuft.